# Крис Еванс
Кристофер Роберт Еванс (енгл. Christopher Robert Evans; Бостон, 13. јун 1981) амерички је глумац. Познат је по улогама стрип јунака Џонија Сторма/Људске бакље у филмовима Фантастична четворка (2005) и Фантастична четворка: Успон Сребрног летача и Стива Роџерса/Капетана Америке у низу пројеката из Марвеловог филмског универзума.
Еванс је глумачку каријеру започео наступајући у Фоксвој ТВ серији Супротни пол из 2000, након чега су уследиле и прве улоге на великом платну у филмовима Новајлије и Ово није глупи тинејџерски филм. Године 2004. Еванс је тумачио главне улоге у тинејџерском филму Савршен тест и акционом трилеру Мобилни. Популарност међу широм публиком стекао је улогом Џонија Сторма/Људске бакље у филмовима Фантастична четворка (2005) и Фантастична четворка: Успон Сребрног летача (2007). По завршетку овог серијала Еванс је наступио у романтичној комедији Дневник једне дадиље (2007) и научнофантастичним филмовима Сунце (2007) и Неухватљива будућност (2009).
Од 2011. године Еванс тумачи улогу Стива Роџерса/Капетана Америке у филмовима студија Марвел. Наступио је у филмовима - Капетан Америка: Први осветник (2011), Осветници (2012), Капетан Америка: Зимски војник (2014), Осветници: Ера Алтрона (2015), Капетан Америка: Грађански рат (2016), Осветници: Рат бескраја (2018) и Осветници: Крај игре (2019). Током овог периода такође је играо главне улоге у романтичној комедији Сви моји бивши (2011), научнофантастичном филму Ледоломац (2013) и љубавној драми Пре него што одемо (2014), која је уједно и његов редитељски првенац.

## Филмографија
| Филмови             |                                             |               |                                      |                                                         |
| Година              | Српски назив                                | Изворни назив | Улога                                | Напомене                                                |
| 2000.               | Новајлије                                   |               | Џад                                  |                                                         |
| 2001.               | Ово није глупи тинејџерски филм             |               | Џејк Вајлер                          |                                                         |
| 2003.               | Дечак од папира                             |               | Бен Томас                            | кратки филм                                             |
| 2004.               | Савршен тест                                |               | Кајл Кертис                          |                                                         |
| 2004.               | Мобилни                                     |               | Рајан Хјит                           |                                                         |
| 2005.               | Гневни људи                                 |               | Брајс Лангли                         |                                                         |
| 2005.               | Фантастична четворка                        |               | Џонатан „Џони“ Сторм/Људска бакља    |                                                         |
| 2005.               | Лондон                                      |               | Сид                                  |                                                         |
| 2007.               | Нинџа корњаче                               |               | Кејси Џоунс                          | глас                                                    |
| 2007.               | Сунце                                       |               | Мејс                                 |                                                         |
| 2007.               | Фантастична четворка: Успон Сребрног летача |               | Џонатан „Џони“ Сторм/Људска бакља    |                                                         |
| 2007.               | Дадиљини дневници                           |               | Хејден                               |                                                         |
| 2007.               | Битка за планету Теру                       |               | Стјуарт Стантон                      | глас                                                    |
| 2008.               | Улични краљеви                              |               | детектив Пол Дискант                 |                                                         |
| 2008.               | Нестанак непроцењивог дијаманта             |               | Џими Добајн                          |                                                         |
| 2009.               | Неухватљива будућност                       |               | Ник Гант                             |                                                         |
| 2010.               | Губитници                                   |               | Џејк Џенсен                          |                                                         |
| 2010.               | Скот Пилгрим против света                   |               | Лукас Ли                             |                                                         |
| 2011.               | Убод                                        |               | Мајк Вајс                            |                                                         |
| 2011.               | Капетан Америка: Први осветник              |               | Стивен „Стив“ Роџерс/Капетан Америка |                                                         |
| 2011.               | Сви моји бивши                              |               | Колин Ши                             |                                                         |
| 2012.               | Осветници                                   |               | Стивен „Стив“ Роџерс/Капетан Америка |                                                         |
| 2013.               | Ледени човек                                |               | Роберт Пронџ                         |                                                         |
| 2013.               | Ледоломац                                   |               | Кертис Еверет                        |                                                         |
| 2013.               | Тор: Мрачни свет                            |               | Стивен „Стив“ Роџерс/Капетан Америка | камео                                                   |
| 2014.               | Капетан Америка: Зимски војник              |               | Стивен „Стив“ Роџерс/Капетан Америка |                                                         |
| 2014.               | Играј хладнокрвно                           |               | Наратор                              |                                                         |
| 2014.               | Пре него што одемо                          |               | Ник Вон                              | такође редитељ и продуцент                              |
| 2015.               | Осветници: Ера Алтрона                      |               | Стивен „Стив“ Роџерс/Капетан Америка |                                                         |
| 2015.               | Антмен                                      |               | Стивен „Стив“ Роџерс/Капетан Америка | камео                                                   |
| 2016.               | Капетан Америка: Грађански рат              |               | Стивен „Стив“ Роџерс/Капетан Америка |                                                         |
| 2017.               | Спајдермен: Повратак кући                   |               | Стивен „Стив“ Роџерс/Капетан Америка | камео                                                   |
| 2018.               | Осветници: Рат бескраја                     |               | Стивен „Стив“ Роџерс/Капетан Америка |                                                         |
| 2019.               | Капетан Марвел                              |               | Стивен „Стив“ Роџерс/Капетан Америка | камео                                                   |
| 2019.               | Осветници: Крај игре                        |               | Стивен „Стив“ Роџерс/Капетан Америка |                                                         |
| 2019.               | Нож у леђа                                  |               | Хју „Уцена” Дриздејл                 |                                                         |
| 2021.               | Не гледај горе                              |               | Девин Питерс                         |                                                         |
| 2022.               | Баз Светлосни                               |               | Баз Светлосни                        | глас                                                    |
| 2022.               | Сиви човек                                  |               | Лојд Хансен                          |                                                         |
| 2024.               | Дедпул и Вулверин                           |               | Џонатан „Џони“ Сторм/Људска бакља    |                                                         |
| 2024.               | Црвени                                      |               | Џек О’Мали                           |                                                         |
| 2025.               | Спој из снова                               |               | Џон                                  |                                                         |
| Телевизијске серије |                                             |               |                                      |                                                         |
| 2000.               | Супротни пол                                |               | Кери Бастон                          | 8 епизода                                               |
| 2000.               | Бегунас                                     |               | Зак Ларднер                          | Епизода:                                                |
| 2001.               | Школске тајне                               |               | Нил Мејвормејтс                      | Епизода:                                                |
| 2002.               | Иствик                                      |               | Адам                                 | пилот епизода                                           |
| 2003.               | Кожа                                        |               | Брајан                               | пилот епизода                                           |
| 2008.               | Роботско пиле                               |               | различите улоге                      | Епизода:                                                |
| 2015.               | Агент Картер                                |               | Стивен „Стив“ Роџерс/Капетан Америка | архивски снимци из филма Капетан Америка: Први осветник |
| 2020.               | Џејкобова одбрана                           |               | Анди Барбер                          | 8 епизода                                               |